# Маннерт, Конрад
Конрад Маннерт (нем. Konrad Mannert; 17 апреля 1756, Альтдорф-бай-Нюрнберг, Курфюршество Бавария — 27 сентября 1834, Мюнхен) — немецкий историк и географ, профессор. Член Баварской академии наук (с 1827).

## Биография
Сын хирурга. В 1778—1783 годах обучался в Альтдорфском университете. В 1784 году стал преподавателем в Нюрнберге.
С 1796 года — профессор истории в университете Альтдорфа, в 1805 году — в университете Вюрцбурга, в 1807 году — в университете Ландсхут в Мюнхене, с 1826 — читал лекции в Мюнхенском университете Людвига Максимилиана. с 1797 — полный профессор истории и восточных языков.
С 1803 руководил картографическим издательством Homann Landkartenoffizin в Нюрнберге, где опубликовал большое количество географических карт.
Умер в Мюнхене в 1834 году

## Научная деятельность
Работы Конрада Маннерта характеризуются тщательным изучением первоисточников.
Автор капитального, до сих пор важного труда по древней географии и для изучения древнего мира: «Geographie der Griechen und Römer» («Географии греков и римлян», Нюрнберг, Лейпциг и Ландсгут, 1788—1825), над которым он работал почти всю жизнь.
Другие сочинения: «Die älteste Geschichte Bojariens und seine Bewohner» (Зульцбах, 1807), «Kaiser Ludwig IV der Bayer» (Ландсгут, 1812), «Geschichte Bayerns» (Лпц., 1826).